# 22 avril 2011
Le vendredi 22 avril 2011 est le 112e jour de l'année 2011.

## Décès
- Antoine Lecerf (né le 7 janvier 1950), militaire français
- Félix Malu wa Kalenga (né le 22 septembre 1936), ingénieur congolais
- Hazel Dickens (née le 1er juin 1925), chanteuse américaine
- Louis-François Vanderstraeten (né le 15 avril 1919), historien belge
- Merle Greene Robertson (née le 30 août 1913), archéologue mayaniste américaine
- Mikhaïl Mikhaïlovitch Kozakov (né le 14 octobre 1934), acteur soviétique, russe puis israélien, de théâtre et de cinéma
- Ove Jensen (né le 7 novembre 1919), joueur de football danois
- Siarhei Lahun (né le 27 mai 1988), haltérophile biélorusse
- Wiel Coerver (né le 3 décembre 1924), footballeur néerlandais

## Événements
- Sortie du documentaire américain Challenging Impossibility
- Publication de l'essai scientifique Déni du changement climatique : les têtes dans le sable
- Sortie du film américain De l'eau pour les éléphants
- Sortie du film américain Félins
- Fin de la série télévisée Gigantic
- Création du Gouvernement Touadéra 3 en République Centrafricaine
- Sortie du film québécois Incendies
- Fin de la série télévisée Puella Magi Madoka Magica
- Sortie de la chanson What a Feeling d'Alex Gaudino